# Michel Siffre
Michel Siffre (ur. 3 stycznia 1939 w Nicei, zm. 24 sierpnia 2024 tamże) – francuski grotołaz i geolog. Uczestniczył w dwóch eksperymentach chronobiologicznych.

## Życiorys
Od 18 lipca do 14 września 1962 spędził dwa miesiące w jaskini we francuskich Alpach Nadmorskich na wysokości ok. 2 tys. m n.p.m., odcięty od zegarów i wszelkich zewnętrznych synchronizatorów (dawców czasu) takich jak naturalny cykl światło/ciemność. Miał z pozostającymi na powierzchni współpracującymi z nim kolegami jedynie łączność telefoniczną, przy czym nie informowali go o tym, która jest godzina, ani jaka jest aktualna data. W ciągu tych dwóch miesięcy jego prawdziwy cykl biologiczny pozostawał na stabilnym poziomie 24,5 godziny, ale wydawało mu się, że funkcjonuje w cyklu około piętnastogodzinnym, że czas biegnie szybciej, że śpi i je zbyt często. Spowodowało to, że zakończenie eksperymentu zaskoczyło go: był przekonany, że do upływu ustalonych dwóch miesięcy zostało mu jeszcze 25 dni. Doświadczenie to przeprowadzone zostało w jaskini Scarasson, ponad sto metrów pod powierzchnią ziemi. Zalegający tam podziemny lodowiec powodował, że temperatura powietrza wynosiła około minus pół stopnia Celsjusza, a wilgotność około 98%. Warunki te spowodowały, że temperatura ciała Michela Siffre’a spadła do około 34 °C. Fizycznie był wyczerpany i osłabiony tak bardzo, że z trudem udało się go wydobyć na powierzchnię, nie był bowiem niemal w stanie współpracować z ratownikami.
W 1972 eksperyment został powtórzony, przy współpracy z NASA, tym razem spędził w jaskini w Teksasie 6 miesięcy. Kiedy się budził, naukowcy włączali światło, jeśli zasypiał, gasili. Jadł i spał kiedy tylko chciał. Na początku jego cykl spania/czuwania był bardzo nieregularny, ale ustabilizował się w końcu do dość regularnego wzorca, pomiędzy 25 a 30 godzin, czyli był trochę dłuższy niż doba.

## Publikacje
- Hors du temps. L’expérience du 16 juillet 1962 au fond du gouffre de Scarasson par celui qui l’a vécue, 1963
- Des merveilles sous la terre, 1976
- Stalactites, stalagmites, 1984
- L’or des gouffres: découvertes dans les jungles mayas, 1979
- Dans les abîmes de la terre, 1975
- La France des grottes et cavernes, 1999
- A la recherche de l’art des cavernes du pays Maya, 1979
- Découvertes dans les grottes mayas, 1993